# Earinus zeirapherae
Earinus zeirapherae är en stekelart som beskrevs av Walley 1935. Earinus zeirapherae ingår i släktet Earinus och familjen bracksteklar. Inga underarter finns listade i Catalogue of Life.